# Prunières, Isère
Prunières este o comună în departamentul Isère din sud-estul Franței. În 2009 avea o populație de 375 de locuitori.

## Evoluția populației
| An        | 1975 | 1982 | 1990 | 1999 | 2006 | 2009 |
| --------- | ---- | ---- | ---- | ---- | ---- | ---- |
| Populație | 268  | 263  | 299  | 312  | 373  | 375  |